# Geolycosa nossibeensis
Geolycosa nossibeensis là một loài nhện trong họ Lycosidae.
Loài này thuộc chi Geolycosa. Geolycosa nossibeensis được Embrik Strand miêu tả năm 1907.